# چارلز ادکینز (بوکسور)
چارلز ادکینز (انگلیسی: Charles Adkins; ۲۷ آوریل ۱۹۳۲ – ۸ ژوئیهٔ ۱۹۹۳) بوکسور اهل ایالات متحده آمریکا بود.